# Piyono
Piyono is een bestuurslaag in het regentschap Purworejo van de provincie Midden-Java, Indonesië. Piyono telt 532 inwoners (volkstelling 2010).